# スティーブ・ビング
スティーブン・レオ・ビング（Stephen Leo Bing、1965年3月31日 – 2020年6月22日）は、アメリカ合衆国のビジネスマン、慈善活動家、映画プロデューサー、脚本家。また、不動産、建設、エンターテインメント、音楽に関心を持つ組織「シャングリラエンターテイメント」の創設者である。

## 生い立ち
ビングは1965年にニューヨーク市で生まれた。両親は、看護師のヘレンと医学博士で公衆衛生に従事したピーター・ビング 。ユダヤ系である。ビングはロサンゼルスのハーバードウェストレイクスクールを卒業し、スタンフォード大学に進学した。18歳の時、1920年代にニューヨークで財を築いた不動産デベロッパーの祖父レオ S.ビングから推定6億ドルを相続すると、ハリウッドで映画製作に専念するため大学を3年生で中退した。ロサンゼルス・ビジネス・ジャーナルは2010年1月号の『ザ・リスト2010』で「最も裕福なアンジェレノス」にビングを掲載した。

## エンターテインメント業界
ビングはトム・ハンクスが声優で出演したアニメーション映画『ポーラー・エクスプレス』に8000万ドルを投資した。この映画は、世界で2億8500万ドルを稼ぎ、その年の興行収入トップの1つだった。彼はまた、ロバート・ゼメキス監督の映画『ベオウルフ』の資金提供者であり、マーティン・スコセッシ監督の『ザ・ローリング・ストーンズ シャイン・ア・ライト』のプロデューサー兼資金提供者でもあったほか、ジェリー・リー・ルイスのアルバム『Last Man Standing』への出資とプロデューサーを担当した。
プロデュースや映画融資に加え、『カンガルー・ジャック』（2003年）では脚本とストーリーを共同執筆している。

## 政治
オープンシークレッツによると、ビングは1993年にフランク・ローテンバーグ上院議員 (民主党、ニュージャージー州) を支援するために500ドルを寄付して以来、連邦レベルで民主党とその候補者に1,070万ドル以上を寄付した。
最高額の小切手は、2002年に民主党全国委員会に寄付した合計820万ドルである。彼はまた、アル・ゴア、ヒラリー・クリントン、ジョン・ケリー、ナンシー・ペロシ、ダイアン・ファインスタインを含む特定の候補者にも寄付した。
ビングは、代替燃料の開発を支援するために約40億ドルの石油生産税を引き上げようとしたカリフォルニア州の提案87を支持し、2006年の選挙期間中に少なくとも4,950万ドルを提供したと報告された。また、民主党の議席奪還のため、他の地域での主要な人物も支援した。その中には、共和党の現職上院議員リック・サントラムを落選させたペンシルベニア州の民主党候補者ボブ・ケイシー・ジュニアや、イラク戦争で足を失った陸軍州兵少佐でイリノイ州の民主党候補者タミー・ダックワース（のちの米国上院議員） が含まれていた。カリフォルニア州務長官によるとビングは2000年以降、提案87の寄付を除いて、カリフォルニア州に780万ドル相当を寄付した。2005年には425万ドルを費やし、アーノルド・シュワルツェネッガー知事が後援した選挙区再編成の提案77を無効にすることに成功した。その他、カリフォルニア民主党（64万172ドル）、グレイ・デイビス知事（67万5000ドル）、サンフランシスコ市長ギャビン・ニューサム（2004年に750ドルを受け取った） などが彼の政治活動から利益を得ている。
2008年12月18日、クリントン財団はすべての寄付者のリストを発表した。これには、1,000万ドルから2,500万ドルを寄付したビングが含まれていた。
2009年8月5日、ビングが所有し、南カリフォルニアのバーバンク空港に拠点を置く737民間航空機が、北朝鮮で12年の刑期のうち5か月を過ごしたアメリカ人記者のローラ・リンとユーナ・リーの帰国に使用された。ビル・クリントン元米大統領は記者たちの帰国に尽力し、同行して米国に戻った。ビングは約20万ドルと推定されるフライトの全費用を負担したと伝えられている。

## 私生活
2001年、イギリスの女優エリザベス・ハーレイは第一子を妊娠したこと、子どもの父親がビングであることを公表した。ビングは交際は独占的な関係ではなかったとして親子関係を否定し、2002年にハーレイが息子のダミアンを出産すると訴訟に発展したが、DNA型鑑定でビングが父親であることが確認された。
2002年、元プロテニス選手リサ・ボンダーの娘、キラの父親はビングであることがDNA型鑑定で証明された。当時、ボンダーの元夫で資産家のカーク・カーコリアンは、養育費をめぐる裁判で娘の実父は元恋人のビングだと主張していて、私立探偵のアンソニー・ペリカーノがビングのデンタルフロスをゴミ箱から取り出してDNAを収集していた 。ビングはプライバシーの侵害でカーコリアンを訴えたが、自身が父親であると証明された後、和解したと発表した。なお、ペリカーノはセレブを相手に活動するフィクサーで、ボンダーの電話を盗聴したことなど、78件で有罪判決を受けた。
ビングは、過去にはニコール・キッドマン、ナオミ・キャンベル、ユマ・サーマンとも交際し、華やかな恋愛遍歴の持ち主としても知られている。

## 慈善活動
2012年4月、ビングは、ビル・ゲイツとウォーレン・バフェットによって設立されたギビング・プレッジに参加することを約束し、彼の富の大部分を慈善団体に喜んで寄付した。  

## 死
ビングは、ロサンゼルスのセンチュリーシティ地区にある1万棟（10000サンタモニカブルバード）の27階にある彼のマンションから飛び降り自殺、2020年6月22日に55歳で他界した。  彼の死亡時、彼には30万ドルの借金があり、彼が受け継いだ6億ドルのほとんどを費やした。 